# Robert C. Nicholas
Robert Carter Nicholas (10 janvier 1787 – 24 décembre 1857, Terrebonne Parish), est un militaire et homme politique américain.

## Biographie
Il sert dans la guerre anglo-américaine de 1812 en tant que capitaine et major. Il fréquente le Collège de William et Mary, et s'installe en Louisiane, où il devient planteur de sucre à Terrebonne Parish en 1820.
Nicholas est élu en tant que Jacksonian, puis démocrate, au Sénat américain du 13 janvier 1836 au 3 mars 1841. Il a été secrétaire d'État de Louisiane de 1843 à 1846.
Il est mort à Terrebonne Parish en 1857 et inhumé dans le caveau de la famille Burthe, en Nouvelle-Orléans.

## Sources
- (en) Cet article est partiellement ou en totalité issu de l’article de Wikipédia en anglais intitulé « Robert C. Nicholas » (voir la liste des auteurs).